# 埃贡·席勒艺术中心

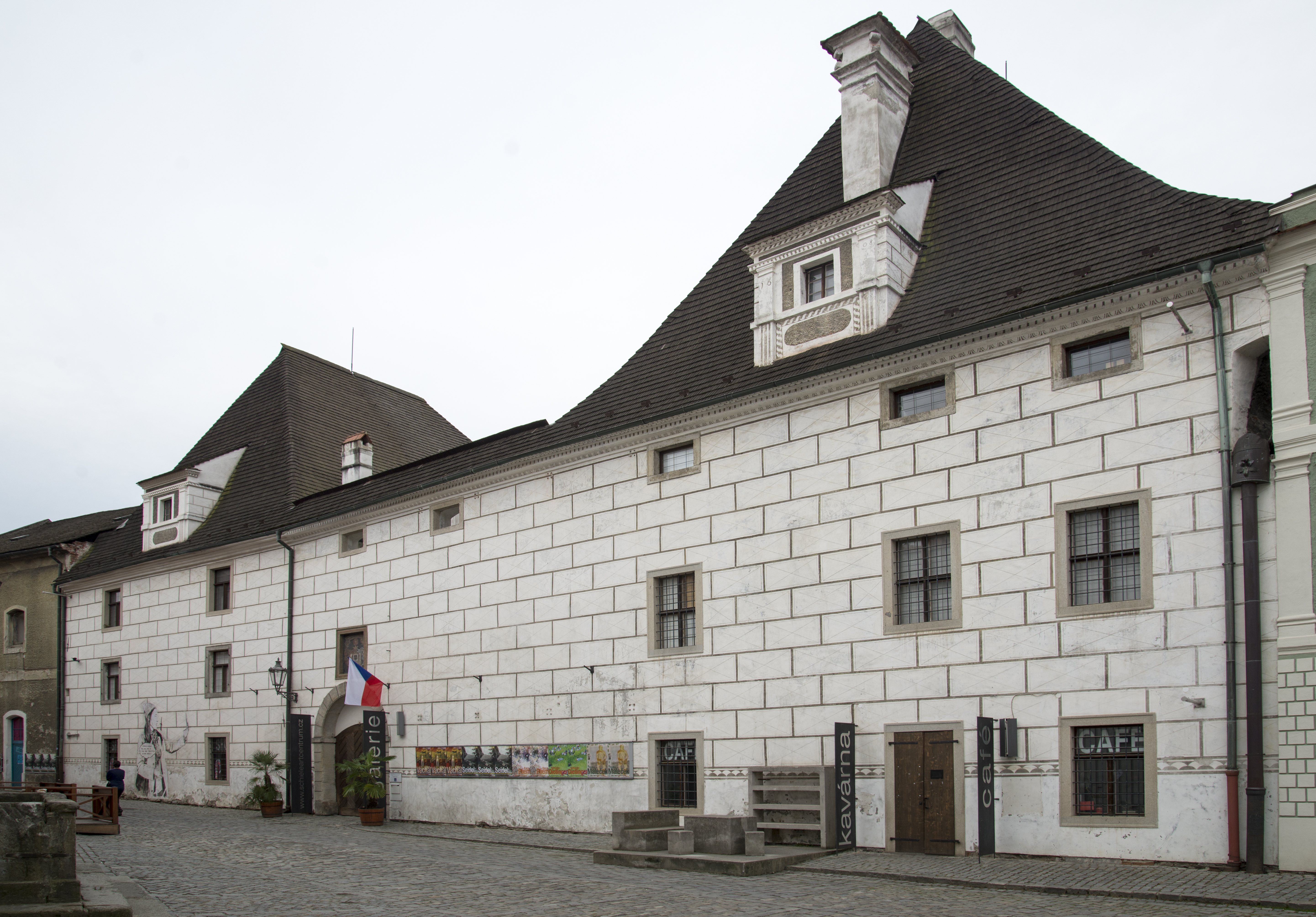
埃贡·席勒艺术中心

埃贡·席勒艺术中心（Egon Schiele Art Centrum，ESAC）是捷克共和国捷克克鲁姆洛夫的一个艺术博物馆，专注于奥地利画家埃贡·席勒，位于什罗凯街（Široké ulici）71号。

## 历史
埃贡·席勒艺术中心由一群捷克人、奥地利人和美国人成立于1992年。自1993年以来，这里除了举办埃贡·席勒作品的永久性展览之外，每年还举办毕加索、达利和古斯塔夫·克林姆等艺术家的20世纪艺术展。